# Hans Theodor Bucherer
Pour les articles homonymes, voir Bucherer.
Hans Theodor Bucherer, né le 19 mai 1869 à Cologne-Ehrenfeld et décédé le 29 mai 1949 à Benediktbeuern, est un chimiste allemand. Il a donné son nom à plusieurs réactions de chimie organique dont la réaction de Bucherer, la réaction de Bucherer-Bergs et la synthèse de carbazole de Bucherer (en).

## Biographie
Hans Theodor Bucherer a commencé ses études de chimie à l'Université de Munich, puis à celle de Karlsruhe. Il devient plus tard l'élève de Johannes Wislicenus à l'Université de Leipzig où il fait sa thèse. Il obtient son doctorat en 1893 et commence à travailler pour BASF à Ludwigshafen. Il devient privatdozent à l'Université technique de Dresde en 1901 et travaille en même temps dans l'industrie de 1908 à 1911 chez Kalle & Co. AG à Biebrich comme directeur de laboratoire et de production. Il devient à partir de 1913 professeur à l'Université technique de Berlin et est à la même période (1913−1916) membre du comité exécutif de la « Chemischen Fabrik auf Aktien » à Berlin (Schering AG). Il finit professeur de technologie chimique à l'Université technique de Munich à partir 1926, et devient professeur émérite en 1935.

## Principaux travaux
La réaction de Bucherer fait réagir des phénols ou des naphtols avec de l'hydrogénosulfite d'ammonium (de) pour former leurs équivalents en amines aromatiques. Sous certaines conditions, la réaction est réversible.
La réaction de Bucherer-Bergs est une réaction permettant de synthétiser des hydantoïnes à partir de composés carbonilyés, de carbonate d'ammonium et de cyanure de potassium ou à partir de cyanohydrine et de carbonate d'ammonium. les hydantoïnes peuvent ensuite être hydrolysées en acides aminés. Cette réaction a notamment été utilisée par le groupe Evonik pour la synthèse de la DL-méthionine.